# Сергей Комитски
Сергей Михайлов Комитски е български филмов режисьор, писател и драматург.

## Биография
Роден е в град Плевен на 10 юли 1953 г. Завършва ВИТИЗ „Кръстъо Сарафов" през 1979 г. със специалност „кино-телевизионна режисура“.
Член е на Съюза на българските писатели и на Съюза на българските филмови дейци.
През 2018 г. получава награда на Съюза на българските писатели „Богомил Нонев“ за цялостно творчество.
Игралният му филм „Куршум за рая“ печели първата международна филмова награда за България след демократичните промени от 1989 г. Това е Голямата награда на фестивала „ЕКСПО‘ 93“ – гр. Таеджон, Южна Корея.
Сергей Комитски умира на 30 октомври 2021 г. след кратко боледуване от COVID-19.

## Филмография

### Като режисьор
Игрални филми
- „Куршум за рая“ (1992, 105 мин.)
- „Нощна тарифа“ (!987, 50 мин.)
- „Грях“ (1979, 76 мин.)

Телевизионни новели
- „Морска легенда“ (1982, 23 мин.)
- „Всички права запазени, презаписът… разрешен“ (1981, 36 мин.)
- „Но“ (1981, 35 мин.)
- „Непримиримият“ (1978, 47 мин.)

Документални филми
- „85“ (2005, 35 мин.)
- „Анфас“ (1990, 45 мин.)
- „За хората, за мрамора, един агнец и още нещо…“ (1989, 62 мин.)
- „Уралии“ (1980, 17 мин.)

Театрални постановки
- „Голямото закучване“ (2006, ДТ Монтана)
- „Фарът“ (2003, ДТ Силистра)
- „Земетръс“ (2003, ДТ Кюстендил)
- „Здравей и сбогом“ (2003, ДТ Плевен)
- „Фарът“ (2001, ДТ Велико Търново)
- „Ключ за Италия“ (2000, ДТ Плевен)
- „Голямото закучване“ (1999, ДТ Търговище)
- „Следствието“ (1999, ДТ Търговище съвместно със Сатиричен театър)
- „Бившата мис на малкия град“ (1999, ДТ Добрич)
- „Кралят“ (1995, ДТ Плевен)

### Като писател
Книги
- „Събрани съчинения в три тома“ (2018, разкази, новели, повест, стихотворения, романи, пиеси)
- „Трима в невъзможния рай“ (2016, разкази и новели)
- „Лунни деца“ (2013, разкази и новели)
- „Харамийско ехо“ (2009, роман)
- „Кармичен възел“ (2007, пиеси)
- „Шепи с огън“ (1999, стихотворения)
- „Нощта на грозилите“ (1997, новели и пиеси)
- „Хенрих IV с малкото „х“ (1995, роман)
- „Пет куршума милост“ (1990, разкази и повест)

Пиеси
- „Кармичен възел“ (2002)
- „Фарът“ (2000)
- „Резервен белег“ (1999)
- „Голямото закучване“ (1997)
- „Следствието“ (1996)
- „Сънят на луната“ (1996)

Сценарист е на игрални и документални филми, на телевизионни новели и предавания.